# Laura Tovar
Pour les articles homonymes, voir Tovar.
Laura Tovar Pérez, née le 10 novembre 1996 à Bogota, est une joueuse professionnelle de squash représentant la Colombie. Elle atteint en janvier 2024 la 79e place mondiale sur le circuit international, son meilleur classement.
En 2012, elle devient championne panaméricaine en double avec Karol González. Aux Jeux panaméricains de 2015, elle remporte la médaille de bronze en double avec Catalina Peláez et par équipes. Aux Jeux panaméricains de 2019, elle remporte le titre en double à Lima et une autre médaille de bronze par équipes. Elle remporte un total de six médailles aux Jeux d'Amérique centrale et des Caraïbes. Avec sa sœur María, elle remporte l'or en double en 2018, en plus de quatre autres médailles d'argent et une de bronze.